# Pabellón de México (Epcot)
El pabellón de México de la sección World Showcase del parque temático Epcot de Walt Disney World Resort situado en Orlando, Florida en los Estados Unidos, es un pabellón que evoca la nación mexicana. Este pabellón se encuentra al lado del pabellón de Noruega.

## Descripción
El pabellón de México se asemeja a una pirámide mesoamericana, con escalones que conducen a las puertas de entrada. Los fuegos artificiales todas las noches del show "Illuminations: Reflections of Earth" es controlado desde una pequeña oficina sobre el edificio. La ventana de la oficina es apenas visible desde la calle, pero se puede ver en un ángulo.
Los visitantes entran a través de una galería, en la que se exponen obras de arte mexicanas: se trata de la colección de arte "Animales Fantásticos". El área interior central del pabellón reproduce un pueblo y un mercado mexicano al aire libre, iluminado por el crepúsculo, y recibe el nombre de Plaza de los Amigos. En uno de los laterales de la plaza, hay un restaurante, el San Ángel Inn, con vistas a una laguna interior. Al lado de la plaza, una zona de embarque lleva a un paseo en bote, Gran Fiesta Tour Starring The Three Caballeros.

## Atracciones y servicios

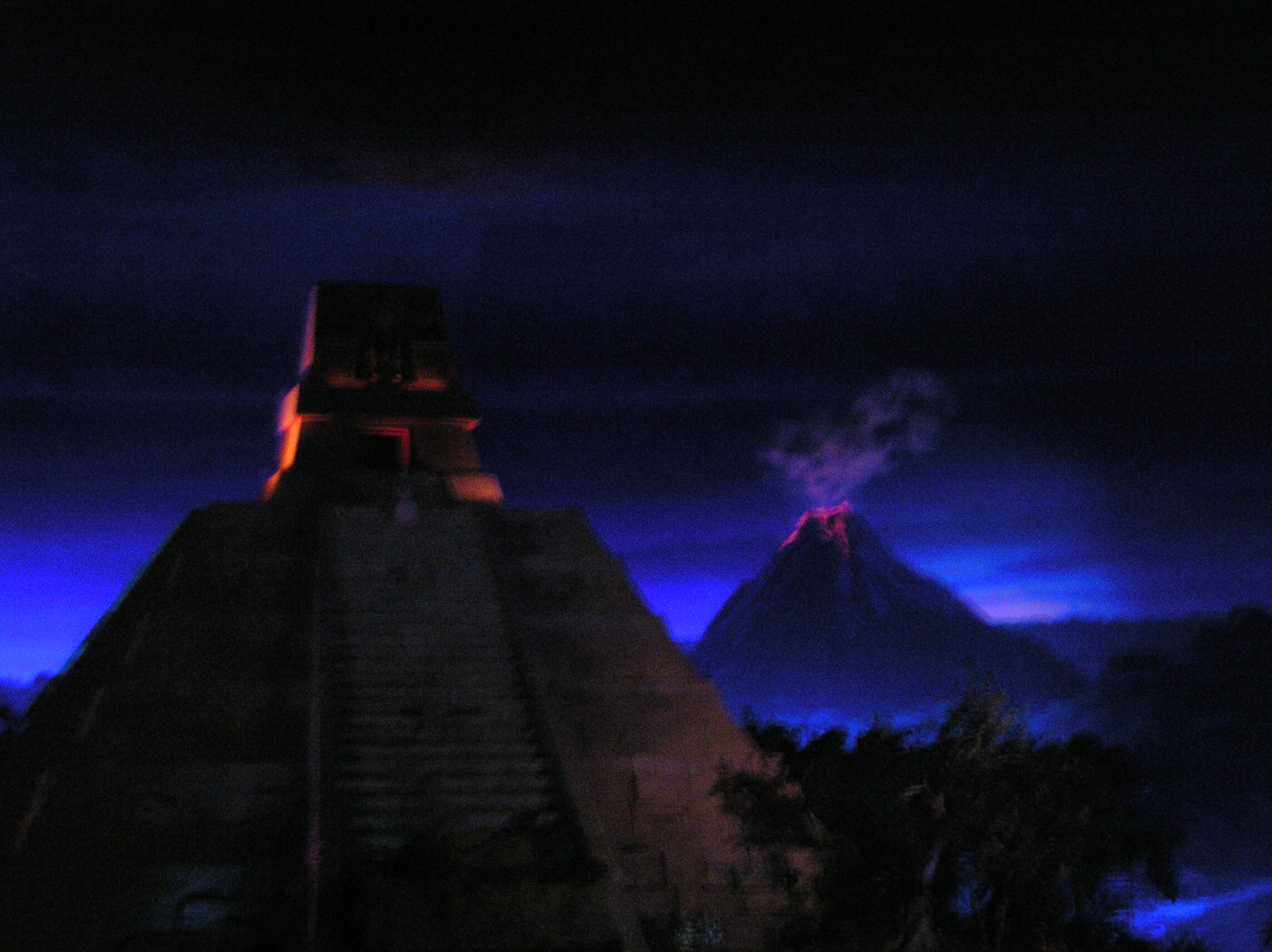

### Atracciones
- Gran Fiesta Tour Starring The Three Caballeros (6 de abril de 2007 - presente), un paseo en barco lento a través de México con los Tres Caballeros.
- El Río del Tiempo (The River of Time) (1982 - 2007), un paseo en barco lento a través de México.
- Kim Possible World Showcase Adventure (28 de enero de 2009 -18 de mayo de 2012)
- Agent P's World Showcase Adventure (23 de junio de 2012 - presente)

### Comedor
- San Angel Inn es el restaurante con servicio a la carta ubicado al interior del pabellón, cuyo atractivo principal es la vista a la laguna del "Gran Fiesta Tour Starring The Three Caballeros". Comparte el nombre con su restaurante hermano ubicado en la Ciudad de México, que data de 1692.
- La Hacienda de San Ángel, un restaurante con servicio a la carta ubicado a la orilla de la "World Showcase Lagoon". Abrió sus puertas en septiembre de 2010.
- Cantina de San Ángel es un restaurante de comida rápida con meriendas y bebidas auténticas de México, ubicado a la orilla del lago.
- La Cava del Tequila es un bar de tequila con una gran colección de tequilas, margaritas especiales y aperitivos mexicanos, auspiciado por "conocedores" del tequila que interactúan con los visitantes del parque.
- La Choza de Margarita, es un snack bar ubicado a la entrada del pabellón. Cuenta con servicio de snacks mexicanos así como de margaritas.[1][2][3]

### Entretenimiento en vivo
- Mariachi Cobre

### Compras
- Plaza de Los Amigos, un mercado mexicano que vende productos y artesanías provenientes de México. Se puede encontrar mercancía como sombreros de colores, cerámica, instrumentos musicales (maracas), dulces, bajas y mercancía de Los Tres Caballeros y Elena de Avalor.[1][2][3]